# Réplicateur (biologie)
Pour les articles homonymes, voir Réplicateur.
Un réplicateur est une entité capable de se reproduire à l'identique. Ce terme a été médiatisé par Richard Dawkins, biologiste et éthologue, dans son célèbre livre Le Gène égoïste.
David Deutsch donne une définition du réplicateur : « un réplicateur fait que l'environnement dans lequel il se trouve en fabrique une copie ; il contribue de façon causale à sa propre réplication » .

## Organismes vivants
Richard Dawkins propose ce terme afin de clarifier le discours concernant les enjeux respectifs des êtres vivants et de leurs gènes dans la sélection naturelle. Les organismes vivants sont alors dénommés « véhicules », pour marquer leur caractère utilitaire, en opposition au caractère fondamental des gènes, qui sont les réplicateurs. Ce sont eux qui sont réellement soumis à la sélection naturelle, et susceptibles de poursuivre leur lignée d'existence ou non, par le jeu de la réplication du matériel génétique des êtres vivants.
La taille de cette unité de base au sein des êtres vivants est sujette à analyses et discussions : à partir de quelle structure est-il possible de parler d'autonomie dans la réplication ? Un codon, un gène, un chromosome, ou un génome ?

### Premiers réplicateurs
La question des premiers réplicateurs à l'origine des êtres vivants actuels est une question cruciale de la biologie de l'origine de la vie. Graham Cairns-Smith propose une solution remontant au monde minéral, où les réplicateurs initiaux sont des feuillets d'argile.
Les ribozymes, capables de causer la réaction catalytique conduisant à leur formation, et donc de véhiculer l'information codant leur propre réplication, sont parmi les réplicateurs les plus souvent proposés.

## Autres réplicateurs

### Réplicateurs moléculaires
Les virus sont des entités capables de se répliquer mais ne sont pas rangés parmi les êtres vivants, leur matériel réplicatif est cependant de même nature.
Les prions sont des réplicateurs dont l'information propagée concerne prioritairement la forme (repliement) de la protéine, mais non la synthèse de la molécule elle-même.

### Autres formes
Dans Le Gène égoïste, R. Dawkins propose un autre type de réplicateur que les gènes. Il s'agit de réplicateurs dont le support n'est pas connu mais qui véhiculeraient de l'information au sein des populations d'êtres vivants, par la communication et l'imitation. Il s'agit des mèmes, nommés ainsi par analogie avec « gène ». Chez l'humain, notamment, les mèmes seraient les unités de base de la transmission de certains comportements et des croyances, étudiés par la mémétique.
Susan Blackmore a proposé le terme de tème, comme réplicateur technologique venant s'ajouter au gène et au mème.

### Divers
Le terme réplicateur a été repris dans la série télévisée Stargate SG-1 pour nommer des robots capables de se répliquer.